# José Luis Doreste Blanco
José Luis Doreste Blanco (Las Palmas de Gran Canaria, 18 de setembre de 1956) és un regatista canari, ja retirat, guanyador d'una medalla d'or olímpica.
És germà dels també regatistes Gustavo Doreste, Luis Doreste i Manuel Doreste.
Va participar, als 19 anys, en els Jocs Olímpics d'Estiu de 1976 realitzats a Mont-real (Canadà), on finalitzà en dotzè lloc de la classe Finn. En els Jocs Olímpics d'Estiu de 1980 realitzats a Moscou (Unió Soviètica) finalitzà dissetè. En els Jocs Olímpics d'Estiu de 1984 realitzats a Los Angeles (Estats Units) participà, al costat d'Antonio Gorostegui, en la classe Star i finalitzà setè, aconseguint així un diploma olímpic. En els Jocs Olímpics d'Estiu de 1988 celebrats a Seül (Corea del Sud) retornà a la classe Finn, aconseguint la medalla d'or en aquesta disciplina. En els seus últims Jocs, els Jocs Olímpics d'Estiu de 1992 celebrats a Barcelona (Espanya) participà altre cop en la classe Star al costat de Javier Hermida, finalitzant setè.
Al llarg de la seva carrera ha aconseguit 5 medalles en el Campionat del Món de vela, destacant un or en la classe Finn l'any 1987 i dos ors en la classe Star els anys 1982 i 1983.